# United Golfers Association
De United Golfers Association  (UGA) was een organisatie die golftoernooien organiseerde van 1926 tot 1963.
De UGA werd in de Verenigde Staten opgericht door en voor gekleurde spelers, professionals en amateurs, omdat zij geen lid konden worden van de Amerikaanse PGA en van de Amerikaanse Golffederatie (USGA). De USPGA liet van 1934-1961 alleen blanke leden toe. 
Oprichter waren George Adams en Robert Hawkins. Leden waren onder meer James Black, Pete Brown, Willie Brown Jr, Lee Elder, Zeke Hartsfield, Ted Rhodes, Joe Roach, Charlie Sifford. Bill Spiller, Nathaniel Starks en Howard Wheeler. In Miammi Springs werd het North-South Tournament gespeeld, en ook in Florida werden toernooien georganiseerd. Vrouwen mochten meedoen, maar dat gebeurde pas toen de Chicago Women's Golf Club zich aansloot.
De eerste gekleurde professional die aan een PGA toernooi mocht meedoen, was John Shippen, die een Afro-Amerikaanse vader en een indiaanse moeder had. Toen hij zich inschreef voor het US Open van 1896, ontketende dat een rel. Britse spelers klaagden bij de USGA en dreigden het toernooi te zullen boycotten. De voorzitter van de USGA liet weten dat het toernooi door zou gaan, ook als Shippen en zijn indiaanse vriend Oscar Brun (amateur) de enige deelnemers zouden zijn. Uiteindelijk verscheen bijna iedereen aan de start.  